# Itoku

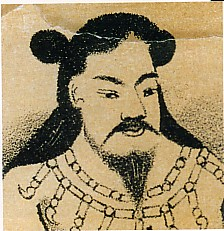
Emperador Itoku

L'emperador Itoku (懿徳天皇, Itoku Tennō) va ser el quart emperador del Japó que apareix en la tradicional llista d'emperadors. El seu nom pòstum significa literalment «virtut benigna».
No existeixen dades exactes sobre aquest emperador, cosa que ha dut a considerar-lo com a llegendari pels historiadors.
En el Kojiki i el Nihon Shoki només n'anomena el seu nom i genealogia. La tradició li atribueix el naixement el 533 aC i la mort el 476 aC i situa el començament del seu regnat el 510 aC, succeint el seu pare Annei.
Si bé la tradició afirma que va existir realment i li va atribuir, fins i tot, una tomba, els estudis històrics moderns tendeixen a demostrar que aquest personatge no va existir mai.